# Минжилки
Минжилки́ (каз. Мыңжылқы) — село у складі Кегенського району Алматинської області Казахстану. Входить до складу Каркаринського сільського округу.
Населення — 36 осіб (2021; 76 у 2009, 123 у 1999, 243 у 1989).